# Christoph von Lehndorf
Christoph von Lehndorf (* auf Schloss Wundlaken; † Juni 1625) war ein anhaltischer Hofbeamter.
Lehndorf war der Sohn des Amtshauptmanns Melchior von Lehndorf (1534–1601) und dessen Ehefrau Anna von Kreytzen. Nach anderen Angaben soll er ein Sohn von dessen Bruder Fabian von Lehndorf (1524–1576) gewesen sein. Er wird in der Altpreussischen Monatsschrift aus dem Jahr 1897 als Edelmann Christoph von Lehndorf auf Wundlacken gemeinsam mit seinem Bruder Fabian von Lehndorf auf Maulen im Zusammenhang mit dem Landtag 1616 in Königsberg erwähnt.
1598 begleitete Lehndorf seinen Dienstherrn, den Fürsten Ludwig I. von Anhalt-Köthen, als Hofmeister nach Italien. 1602 kehrten sie wieder nach Köthen zurück.
Er wurde aber spätestens 1605 von Fürst Ludwig I. zurückgeholt und zum Geh. Rat ernannt. Lehndorf avancierte einige Zeit später noch zum Rat von Hause aus.
1613 kehrte Lehndorf wieder für einige Jahre in seine Heimat zurück.
Von Lehndorf wurde 1620 durch seinen Dienstherrn Fürst Ludwig I. von Anhalt-Köthen in die Fruchtbringende Gesellschaft aufgenommen. Der Fürst verlieh ihm den Gesellschaftsnamen der Reinigende und das Motto durch alle Wege. Als Emblem wurde Lehndorf ein Holunderbaum mit seiner Blüth und Beerlein (Sambucus nigra L.) zugedacht. Im Köthener Gesellschaftsbuch findet sich Lehndorfs Eintrag unter der Nr. 32.